# Pulicaria hildebrandtii
Pulicaria hildebrandtii là một loài thực vật có hoa trong họ Cúc. Loài này được Vatke miêu tả khoa học đầu tiên năm 1875.